# Jean-Claude Brialy
Jean-Claude Brialy, właśc. Jean-Claude Marcel Brialy (ur. 30 marca 1933 w Sour El-Ghozlane, zm. 30 maja 2007 w Monthyon) – francuski aktor i reżyser filmowy, kojarzony z francuską Nową Falą. 
Laureat Cezara dla najlepszego aktora w roli drugoplanowej za rolę Klotza, uzależnionego od alkoholu dyrygenta orkiestry w dramacie André Téchinégo Niewinni (Les Innocents, 1987).

## Życiorys
Urodził się w Sour El-Ghozlane w Algierii jako najstarszy syn Suzanne Abraham i pułkownika Rogera Jeana Brialy. Miał młodszego brata Jacques’a (ur. 1935). Uczęszczał do Lycée David-d’Angers w Angers. W 1946 wstąpił do Prytanée National Militaire w La Flèche w Sarthe, z której został zwolniony za organizowanie protestów i zamieszania. Wkrótce jego rodzina osiedliła się w Saint-Étienne, a następnie w Strasburgu, gdzie zdał maturę i jednocześnie pobierał lekcje teatru, w tajemnicy przed ojcem, który chciał by rozpoczął karierę wojskową. 
Zdobył pierwszą nagrodę w dziedzinie komedii w Konserwatorium w Strasburgu, a następnie wstąpił do Wschodniego Centrum Sztuki Dramatycznej, gdzie wykonywał różne role teatralne. Podczas służby wojskowej w Baden-Baden został przydzielony do wojskowej służby filmowej w kinie wojskowym w Niemczech, co dało mu możliwość zaistnienia jako recytator i narrator w krótkometrażowym filmie turystycznym poświęconym historii stolicy Francji Paris mon copain (1954) i Chiffonard et Bon Aloi (1954). W tym czasie sympatyzował także z kilkoma aktorami odbywającymi tournée teatralne, w tym z Jeanem Maraisem, który wspierał go w jego powołaniu.
Po przyjeździe do Paryża, w 1954 związał się z grupą „Cahiers du cinéma”. To Jacques Rivette po raz pierwszy zatrudnił go do roli kochanka Claude’a w swoim krótkometrażowym komediodramacie Mat szewski (Le Coup du berger, 1956). W komedii Przyjaciel rodziny (L’ami de la famille, 1957) zagrał rolę Philippe’a Lemonniera. Występował w filmach Erica Rohmera, Jeana-Luc Godard i Claude’a Chabrola, u którego zagrał kreację cynicznego i demonicznego Paula w dramacie Kuzyni (Les cousins, 1959). Twórczość reżyserska Brialy’ego rozpoczęła się od komediodramatu Églantine (1971), który przyniósł mu Srebrną Muszlę na festiwalu w San Sebastián. Za rolę obrońcy Villedieu w dramacie Bertranda Taverniera Sędzia i zabójca (Le juge et l’assassin, 1976) był nominowany do Cezara dla najlepszego aktora w roli drugoplanowej.
Zmarł 30 maja 2007 w swoim domu w Monthyon po długim czasie choroby nowotworowej w wieku 74 lat.

## Filmografia

### Filmy
- 1958: Windą na szafot jako gość motelu (niewymieniony w czołówce)
- 1958: Piękny Serge jako  François Bayon
- 1958: Kochankowie jako mąż domu
- 1959: Kuzyni jako Paul Thomas
- 1959: Czterysta batów jako człowiek na ulicy
- 1961: Kobieta jest kobietą jako Émile Récamier
- 1962: Diabelskie sztuczki jako kasjer
- 1962: Cleo od 5 do 7 jako pielęgniarz
- 1963: Szczęściarze jako młody człowiek w samochodzie
- 1963: Karambole jako Paul Martin
- 1964: Polowanie na mężczyznę jako Antoine Monteil
- 1965: Mandragora jako Ligurio
- 1968: Panna młoda w żałobie jako Corey
- 1976: Widmo wolności jako Pan Foucault
- 1976: Sędzia i zabójca jako obrońca Villedieu
- 1981: Jedni i drudzy jako dyrektor Lido
- 1982: Noc w Varennes jako Pan Jacob
- 1986: Kobieta i mężczyzna: 20 lat później jako widz „już 40 lat” (niewymieniony w czołówce)
- 1994: Potwór jako Pan Roccarotta
- 1994: Królowa Margot jako Coligny
- 1996: Zuchwały Beaumarchais jako Abbot
- 2001: Nieuczciwa konkurencja jako Nonno Mattia